# Aquarium récifal

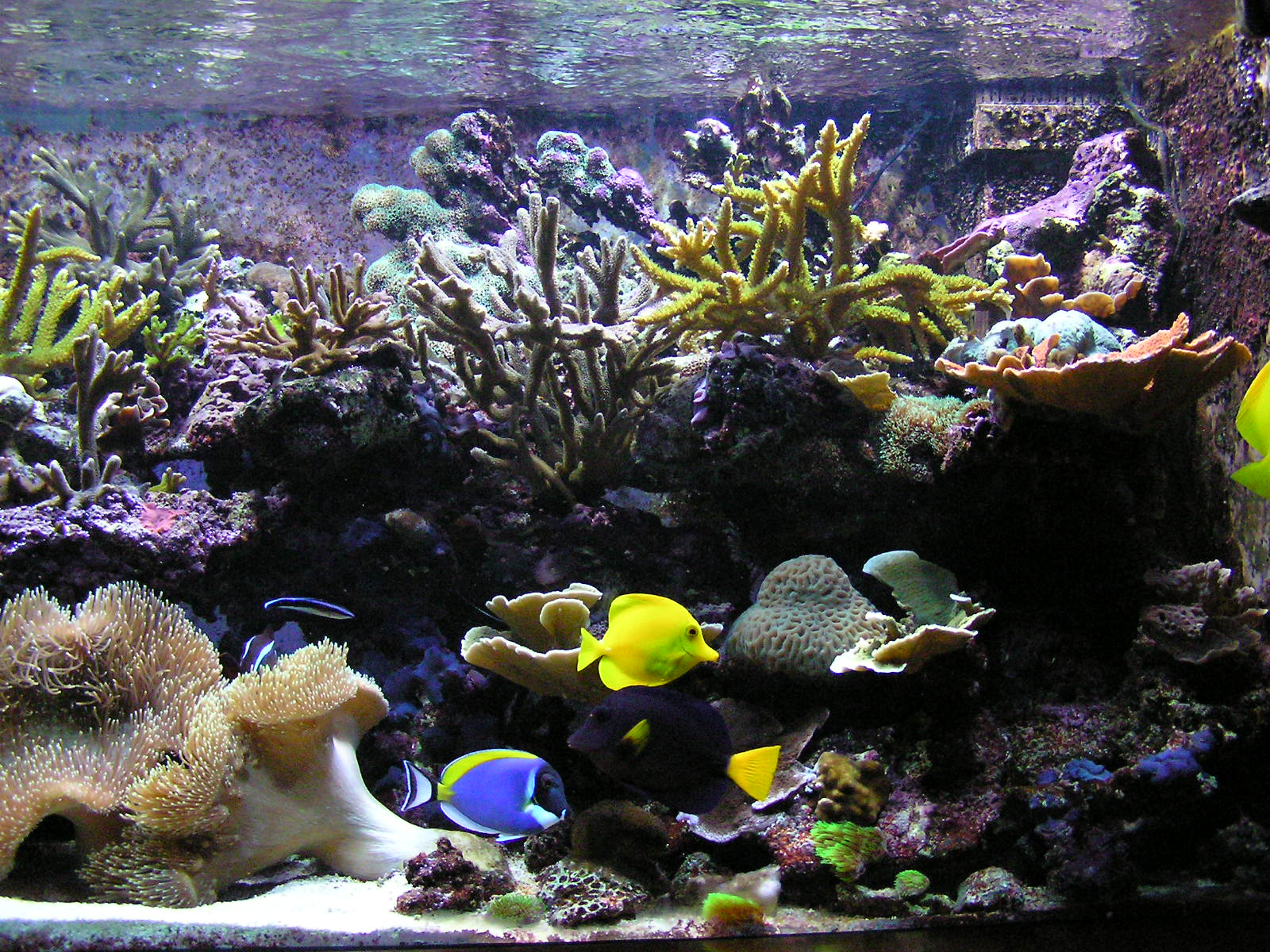
Aquarium récifal privé de 460 L.

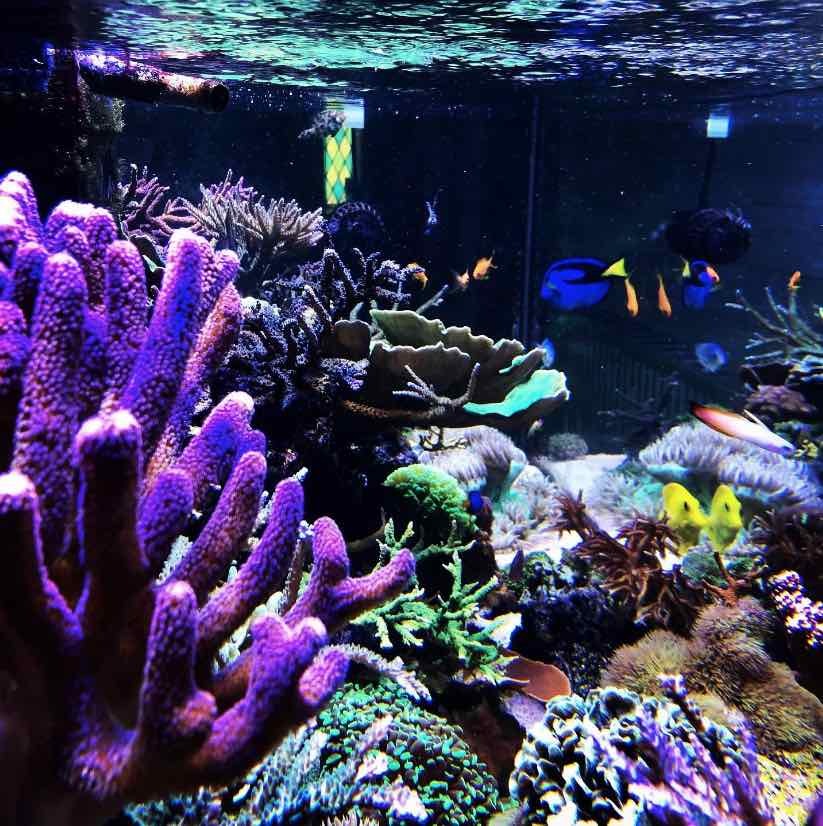
Aquarium récifal privé de 750 litres.

 (mai 2018).
- Si vous ne connaissez pas le sujet, laissez ce bandeau (vous pouvez alors contacter les auteurs).
- Si vous supprimez le contenu mis en cause (vous pouvez préalablement contacter les auteurs),

argumentez précisément cette suppression dans la page de discussion
(un manque de référence n'est pas un argument ; une recherche réelle de référence doit avoir été effectuée, être formellement documentée).
 (janvier 2009).
Si vous disposez d'ouvrages ou d'articles de référence ou si vous connaissez des sites web de qualité traitant du thème abordé ici, merci de compléter l'article en donnant les références utiles à sa vérifiabilité et en les liant à la section « Notes et références ».
L'aquarium récifal est un bac marin principalement destiné à héberger des coraux. Il est à mettre en opposition avec un bac fish only, destiné à n'accueillir que des poissons.
Héberger des coraux implique un investissement spécifique eu égard à cette forme de vie particulière.

## La lumière
Pour être plus précis, il faut s'assurer d'avoir une luminosité correctement répartie sur la surface: on parle alors de watts par mètre carré (W/m2). Suivant les coraux hébergés l'éclairage peut dépasser 500 watts par mètre carré et souvent plus.
L'avantage d'un éclairage puissant est d'obtenir souvent des coraux colorés, mais cet éclairage chauffe considérablement l'eau qui devra être maintenue entre 23 et 28 degrés.
Pour maintenir et faire pousser des coraux durs en aquarium on a besoin généralement d'1Watt d'éclairage par litre d'eau de mer (HQI, T5 ou LEDS)
Pour contrer la montée de chaleur due à l'éclairage H.Q.I on peut utiliser des groupes froids qui permettent de faire descendre la température de plusieurs degrés . suivant les modèles (Teco,Seachill etc ..)

## Le brassage
Le récif (et en particulier la crête récifale) est particulièrement brassé par les vagues, qui s'y fracassent. Les coraux durs à petits polypes en particulier se sont tout à fait adaptés à cet environnement, et la puissance de l'eau les débarrassent d'un mucus qu'ils produisent continuellement. On comprendra alors qu'un bac récifal a besoin d'être très largement brassé, sous peine de voir ses occupants s'auto asphyxier. De plus, les bénitiers nécessitent un bon brassage, car ils filtrent l'eau pour se nourrir. On peut donner le chiffre de 20 à 40 fois le volume du bac par heure, ce qui est à mettre en rapport (comme toujours) avec le biotope reproduit (une crête récifale ne se brasse pas comme un lagon ...). Plusieurs outils peuvent être utilisés comme des pompes à courant et des têtes motrices fixées sur divers points d'attache comme la paroi elle-même. Ces outils sont placés de manière à créer plusieurs courants de direction variable. Il existe maintenant des appareils permettant d'alterner les courants afin de recréer les conditions de vie proches de celles rencontrées dans la mer.[réf. nécessaire]

## Le calcium
- les coraux mous, qui n'ont pas de squelettes et ne laissent aucune trace à leur mort
- les coraux durs, qui construisent un squelette calcaire. Ces coraux sont dits 'hermatypiques' ou bâtisseurs de récifs. On distingue à nouveau deux catégories : Les LPS (large polype ou polype unique) et les SPS (petits polypes).
La maintenance des coraux durs, et particulièrement des SPS, est plus délicate que celles des coraux mous. Les coraux durs et certains mollusques (Tridacna) sont soumis à des restrictions d'exportation. En effet ces espèces sont protégées par la Convention de Washington et doivent posséder un certificat CITES. 
Afin de permettre leur croissance, il faudra constamment veiller à maintenir les paramètres de l'eau identiques au milieu naturel, notamment un taux de calcium proche de 400 mg/l. le processus pourra être automatisé grâce à des 'réacteurs' à calcium (eau de chaux) ou à calcaire (dissolution de granulat calcaire grâce à l'ajout de CO2 au seuil du réacteur).

## La filtration
Pour arriver à ce but, le cycle de l'azote doit être bouclé. À la différence des bacs fish only qui dégradent les déchets en ammonium, en nitrites puis en nitrates grâce à des filtres aérobies, la réaction ne s'arrête pas là dans les bacs récifaux et les nitrates ne s'accumulent pas dans le système : ils sont pris en charge par une population de bactéries hébergées au sein des pierres vivantes, qui convertissent les nitrates en azote gazeux qui s'échappe du système.
Ceci est obtenu grâce à plusieurs moyens :
- un écumeur : c'est un espace confiné où l'on mélange sous pression l'eau du bac et de l'air sous forme de fines bulles. Un grand nombre de molécules tensio actives (une tête hydrophile, une queue hydrophobe) sont piégées par les bulles qui remontent et sont extraites dans une coupelle. Elles sont retirés du système avant de se transformer en nitrates.
- des pierres vivantes : ce sont des blocs de roches prélevés dans le récif, qui sont en fait composées de coraux morts, de boues agglomérées, compressées. Elles possèdent la structure poreuse idéale pour abriter les colonies de bactéries qui nous intéresse pour la dénitratation.
- des pierres mortes : ce sont des blocs de pierre en céramique avec une structure poreuse similaire aux roches des récifs. 
Deux méthodes de maintenance des invertébrés ont été mises au point :
- la méthode berlinoise (90 % des bacs récifaux), qui se base sur quatre piliers (éclairage, brassage, pierres vivantes, écumage)
- la méthode Jaubert, qui se base sur l'éclairage, le brassage modéré, l'absence d'écumeur, mais la présence d'une couche de sable épaisse (10 cm) placée au-dessus d'un espace vide d'eau confiné (le plénum). La couche de sable, par création d'un gradient d'oxygène en particulier, abrite des réactions chimiques qui aboutissent à la dénitratation de l'eau.

## Micro et nano récifs
On recommande souvent un volume important pour pouvoir se lancer dans l'aquariophilie récifale; néanmoins un nouveau concept a fait son apparition : les micro et nano récifs. Comme leur nom l'indique, il s'agit de recréer un récif dans un volume très restreint (parfois moins de 30 litres). Cela nécessite une adaptation des techniques et des populations par rapport à ce qui se fait en aquarophilie récifale « classique ».[réf. nécessaire]